# MaerzMusik
Das Festival MaerzMusik ist eine Veranstaltung der Berliner Festspiele und findet seit 2002 jährlich im März im Haus der Berliner Festspiele und weiteren Spielstätten statt. Es ist das Nachfolgefestival der Musik-Biennale Berlin und gilt als eines der wichtigsten Festivals für Neue Musik in Deutschland. Künstlerische Leiterin der MaerzMusik ist Kamila Metwaly. 

## Musik-Biennale Berlin
MaerzMusik ist das Nachfolgefestival der Musik-Biennale Berlin. Das 1967 in Ost-Berlin gegründete Internationale Fest für zeitgenössische Musik wurde bis 1989 vom Verband der Komponisten und Musikwissenschaftler der DDR und vom Ministerium für Kultur als Biennale im Februar ausgerichtet. Von 1991 bis 2001 wurden sie unter der Leitung von Heike Hoffmann durch die Berliner Festspiele fortgeführt. Zahlreiche bekannte Komponisten wurden während der Festtage uraufgeführt, so auch Günter Kochan, Georg Katzer, Johannes Quint, Ruth Zechlin, Friedrich Goldmann, Johannes Kalitzke und Siegfried Matthus.

## MaerzMusik
Im März 2002 fand das Festival zum ersten Mal an etwa zehn Tagen unter dem neuen Namen „MaerzMusik – Festival für aktuelle Musik“ statt und präsentierte sich unter dem neuen künstlerischen Leiter Matthias Osterwold auch mit einer neuen programmatischen Ausrichtung. Neben die Neue Musik in ihren aktuellen Entwicklungen und Werke von historischer Bedeutung trat neu „die Präsentation von experimentellen, konzeptuellen, interdisziplinären und auch medienkünstlerisch orientierten Positionen.“ Bewusst sollten die Arbeiten anderer Disziplinen wie der Darstellenden (Musiktheater, Performance) oder Bildenden Kunst (Klangkunst, Installationen) mit einbezogen werden. Ein weiterer Schwerpunkt wurde auf die außereuropäischen Entwicklungen der Musik gelegt.
Das Programm spannte sich von etablierten Positionen der Neuen Musik wie John Cage, Karlheinz Stockhausen, Wolfgang Rihm oder Sofia Gubaidulina über jüngere Komponisten wie Beat Furrer oder Enno Poppe und bildende Künstler wie Rebecca Horn bis hin zu Musikern aus dem Bereich der Electronica wie etwa Aphex Twin, Ryoji Ikeda und Stefan Goldmann. Das Konzept war sehr erfolgreich, die Maerzmusik 2014 sahen etwa 15.000 Besucher.
Im Herbst 2014 übernahm der österreichische Musikwissenschaftler und freie Kurator Berno Odo Polzer als Nachfolger von Matthias Osterwold die künstlerische Leitung des Festivals. Er konzipierte die MaerzMusik neu als „Festival für Zeitfragen“ – zu Positionen über unseren Umgang mit Zeit. Entwickelt aus der Perspektive des Hörens versteht sich das Festival als Raum, in dem „Leben, Kunst und Theorie, Erlebnis und Reflexion konvergieren können.“ Seit 2022 gehört Kamila Metwaly zum Festivalteam und gestaltete als leitende Kuratorin gemeinsam mit dem künstlerischen Leiter Berno Odo Polzer das Programm der 2022er-Ausgabe.
Am 1. September 2022 übernahm Kamila Metwaly die künstlerische Leitung von MaerzMusik für die folgenden zwei Jahre. Die Kuratorin und Musikjournalistin arbeitete für die Ausgabe 2023 mit Komponist und Dirigent Enno Poppe als Gastkurator zusammen und verantwortete auch die Ausgabe 2024. Metwalys „Arbeit konzentriert [...] sich auf das dekoloniale Hören als eine klangliche und philosophische Suche mit dem Ziel, integrativere Programme zu kreieren.“

## Spielstätten
Spielstätten des Festivals waren neben dem Haus der Berliner Festspiele der Club Berghain, die Gelbe MUSIK, der Gropius Bau, das Museum für Gegenwart im Hamburger Bahnhof, das Hebbel am Ufer, das Institut français, das Jüdische Museum Berlin, die Kaiser-Wilhelm-Gedächtnis-Kirche, das Konzerthaus Berlin, das Kraftwerk Berlin, das Kino Arsenal, der Kammermusiksaal der Berliner Philharmonie, das Radialsystem V, SAVVY Contemporary, das silent green Kulturquartier, die Akademie der Künste, die daadgalerie, das Theater im Delphi, die Villa Elisabeth und St. Elisabeth-Kirche und das Zeiss-Großplanetarium.

## Diskographie
- 2000: Musik-Biennale Berlin. Uraufführungen 1969–1995. (Red Seal)